# Liste der Bodendenkmäler in Herrngiersdorf
Auf dieser Seite sind die Bodendenkmäler in der niederbayerischen Gemeinde Herrngiersdorf zusammengestellt. Diese Tabelle ist eine Teilliste der Liste der Bodendenkmäler in Bayern. Grundlage ist die Bayerische Denkmalliste, die auf Basis des Bayerischen Denkmalschutzgesetzes vom 1. Oktober 1973 erstmals erstellt wurde und seither durch das Bayerische Landesamt für Denkmalpflege geführt wird. Die folgenden Angaben ersetzen nicht die rechtsverbindliche Auskunft der Denkmalschutzbehörde.

## Bodendenkmäler in Herrngiersdorf
| Lage                             | Objekt | Akten-Nr.     | Bild |
| -------------------------------- | --- | ------------- | ---- |
| Hausen (Niederbayern) (Standort) | Siedlung des Neolithikums. | D-2-7137-0076 |      |
| Hausen (Niederbayern) (Standort) | Verebnete Grabhügel vorgeschichtlicher Zeitstellung. | D-2-7137-0078 |      |
| Hausen (Niederbayern) (Standort) | Siedlung vor- und frühgeschichtlicher Zeitstellung. | D-2-7137-0079 |      |
| Hausen (Niederbayern) (Standort) | Siedlung vor- und frühgeschichtlicher Zeitstellung. | D-2-7137-0080 |      |
| Hausen (Niederbayern) (Standort) | Siedlung der Linear- und Stichbandkeramik sowie des Jung- bis Endneolithikums. | D-2-7137-0081 |      |
| Hausen (Niederbayern) (Standort) | Verebnete Grabhügel vorgeschichtlicher Zeitstellung, Siedlung oder Bestattungsplatz der Bronze- und späten Latènezeit.                                                                       | D-2-7137-0082 |      |
| Hausen (Niederbayern) (Standort) | Wallanlage vor- und frühgeschichtlicher Zeitstellung. | D-2-7137-0083 |      |
| Hausen (Niederbayern) (Standort) | Siedlung des Neolithikums, u. a. der Linear- und Stichbandkeramik sowie der Gruppe Oberlauterbach.                                                                                           | D-2-7137-0084 |      |
| Hausen (Niederbayern) (Standort) | Siedlung des Neolithikums, u. a. der Linear- und Stichbandkeramik sowie der Gruppe Oberlauterbach.                                                                                           | D-2-7137-0085 |      |
| Hausen (Niederbayern) (Standort) | Grabhügel vorgeschichtlicher Zeitstellung. | D-2-7137-0086 |      |
| Hausen (Niederbayern) (Standort) | Siedlung des Neolithikums, u. a. der Linearbandkeramik, der Gruppe Oberlauterbach und der Altheimer Kultur.                                                                                  | D-2-7137-0087 |      |
| Hausen (Niederbayern) (Standort) | Siedlung des Neolithikums. Verebneter Kreisgraben und verebnete Grabenanlage vor- und frühgeschichtlicher Zeitstellung.                                                                      | D-2-7137-0088 |      |
| Hausen (Niederbayern) (Standort) | Siedlung des Neolithikums. | D-2-7137-0089 |      |
| Hausen (Niederbayern) (Standort) | Gräberfeld der älteren Urnenfelderzeit. | D-2-7137-0090 |      |
| Hausen (Niederbayern) (Standort) | Siedlung des Neolithikums sowie der Bronze- und Urnenfelderzeit. | D-2-7137-0091 |      |
| Hausen (Niederbayern) (Standort) | Siedlung vor- und frühgeschichtlicher Zeitstellung. | D-2-7137-0092 |      |
| Hausen (Niederbayern) (Standort) | Siedlung vor- und frühgeschichtlicher Zeitstellung. | D-2-7137-0093 |      |
| Hausen (Niederbayern) (Standort) | Verebnete Grabhügel vorgeschichtlicher Zeitstellung. | D-2-7137-0094 |      |
| Hausen (Niederbayern) (Standort) | Siedlung vorgeschichtlicher Zeitstellung. | D-2-7137-0095 |      |
| Hausen (Niederbayern) (Standort) | Verebnetes viereckiges Grabenwerk mit zwei Gräben vorgeschichtlicher Zeitstellung. | D-2-7137-0096 |      |
| Hausen (Niederbayern) (Standort) | Siedlung des Neolithikums, u. a. des Mittelneolithikums (Gruppe Oberlauterbach). | D-2-7137-0097 |      |
| Hausen (Niederbayern) (Standort) | Siedlung vor- und frühgeschichtlicher Zeitstellung. | D-2-7137-0098 |      |
| Hausen (Niederbayern) (Standort) | Siedlung vor- und frühgeschichtlicher Zeitstellung. | D-2-7137-0099 |      |
| Saal an der Donau (Standort)     | Grabhügel vorgeschichtlicher Zeitstellung. | D-2-7137-0145 |      |
| Hausen (Niederbayern) (Standort) | Siedlung vor- und frühgeschichtlicher Zeitstellung. | D-2-7137-0203 |      |
| Hausen (Niederbayern) (Standort) | Siedlung vor- und frühgeschichtlicher Zeitstellung. | D-2-7137-0206 |      |
| Hausen (Niederbayern) (Standort) | Wallanlage vor- und frühgeschichtlicher Zeitstellung. | D-2-7137-0217 |      |
| Hausen (Niederbayern) (Standort) | Siedlung des Neolithikums, u. a. der Linearbandkeramik. | D-2-7137-0231 |      |
| Hausen (Niederbayern) (Standort) | Untertägige mittelalterliche und frühneuzeitliche Befunde im Bereich der Kath. Pfarrkirche St. Andreas in Herrnwahlthann, darunter die Spuren von Vorgängerbauten bzw. älteren Bauphasen.    | D-2-7137-0243 |      |
| Hausen (Niederbayern) (Standort) | Untertägige mittelalterliche und frühneuzeitliche Befunde im Bereich der Kath. Kirche St. Georg in Großmuß, darunter die Spuren von Vorgängerbauten bzw. älteren Bauphasen.                  | D-2-7137-0287 |      |
| Hausen (Niederbayern) (Standort) | Untertägige mittelalterliche und frühneuzeitliche Befunde im Bereich der abgegangenen Mühle von Sippenau.                                                                                    | D-2-7137-0290 |      |
| Hausen (Niederbayern) (Standort) | Untertägige mittelalterliche und frühneuzeitliche Befunde im Bereich der Kath. Kirche St. Petrus in Buch, darunter die Spuren von Vorgängerbauten bzw. älteren Bauphasen.                    | D-2-7137-0292 |      |
| Hausen (Niederbayern) (Standort) | Siedlung des Neolithikums. | D-2-7137-0319 |      |
| Hausen (Niederbayern) (Standort) | Siedlung des Neolithikums. | D-2-7137-0330 |      |
| Hausen (Niederbayern) (Standort) | Siedlung und Körpergräber vor- und frühgeschichtlicher Zeitstellung | D-2-7137-0337 |      |
| Hausen (Niederbayern) (Standort) | Siedlung des Neolithikums und der Urnenfelderzeit. | D-2-7138-0046 |      |
| Hausen (Niederbayern) (Standort) | Siedlung der Linearbandkeramik. | D-2-7138-0047 |      |
| Hausen (Niederbayern) (Standort) | Siedlung vor- und frühgeschichtlicher Zeitstellung. | D-2-7138-0049 |      |
| Hausen (Niederbayern) (Standort) | Siedlung vor- und frühgeschichtlicher Zeitstellung. | D-2-7138-0050 |      |
| Hausen (Niederbayern) (Standort) | Siedlung vor- und frühgeschichtlicher Zeitstellung. | D-2-7138-0051 |      |
| Hausen (Niederbayern) (Standort) | Siedlung vor- und frühgeschichtlicher Zeitstellung. | D-2-7138-0052 |      |
| Hausen (Niederbayern) (Standort) | Verebneter Grabhügel vorgeschichtlicher Zeitstellung. | D-2-7138-0053 |      |
| Hausen (Niederbayern) (Standort) | Siedlung vor- und frühgeschichtlicher Zeitstellung. | D-2-7138-0158 |      |
| Hausen (Niederbayern) (Standort) | Siedlung vor- und frühgeschichtlicher Zeitstellung. | D-2-7138-0166 |      |
| Hausen (Niederbayern) (Standort) | Siedlung vor- und frühgeschichtlicher Zeitstellung. | D-2-7138-0167 |      |
| Hausen (Niederbayern) (Standort) | Untertägige mittelalterliche und frühneuzeitliche Befunde im Bereich der Kath. Kirche Mariä Himmelfahrt in Frauenwahl, darunter die Spuren von Vorgängerbauten bzw. älteren Bauphasen.       | D-2-7138-0172 |      |
| Hausen (Niederbayern) (Standort) | Untertägige mittelalterliche und frühneuzeitliche Befunde im Bereich der Kath. Kirche St. Johannes d. Täufer in Dietenhofen, darunter die Spuren von Vorgängerbauten bzw. älteren Bauphasen. | D-2-7138-0174 |      |
| Hausen (Niederbayern) (Standort) | Siedlung vor- und frühgeschichtlicher Zeitstellung. | D-2-7138-0176 |      |
| Hausen (Niederbayern) (Standort) | Untertägige mittelalterliche und frühneuzeitliche Befunde im Bereich der Kath. Kirche Unsere Liebe Frau in Hausen, darunter die Spuren von Vorgängerbauten bzw. älteren Bauphasen.           | D-2-7138-0185 |      |
| Hausen (Niederbayern) (Standort) | Untertägige mittelalterliche und frühneuzeitliche Befunde im Bereich des ehem. Pfarrhofs mit romanischer Hauskapelle in Herrnwahl.                                                           | D-2-7138-0202 |      |
| Hausen (Niederbayern) (Standort) | Station des Jungpaläolithikums (Aurignacien). | D-2-7138-0231 |      |